# معماری رایانش ابری
معماری رایانش ابری یا معماری محاسبات ابری (به انگلیسی: Cloud computing architecture) به اجزا و زیرسیستم‌هایی اشاره دارد که برای اجرای رایانش ابری مورد نیاز هستند. این اجزا معمولاً شامل یک پلتفرم سمت کاربر (front end platform) (مانند کلاینت ضخیم، کلاینت سبک یا دستگاه‌های همراه)، پلتفرم‌های سمت سرور (back end platforms) (مانند سرورها و ذخیره‌سازها)، یک سیستم تحویل مبتنی بر ابر، و یک شبکه (مانند اینترنت، اینترانت یا اینترکلود) می‌شوند. این اجزا در کنار هم معماری رایانش ابری را تشکیل می‌دهند.

## پلتفرم‌های مشتری
معماری‌های رایانش ابری شامل پلتفرم‌های سمت کاربر هستند که به آنها مشتری یا کلاینت ابری گفته می‌شود. این کلاینت‌ها شامل سرورها، کلاینت‌های ضخیم (یا سنگین)، کلاینت‌های سبک، کلاینت‌های صفر و دستگاه‌های همراهی هستند که کاربران به‌طور مستقیم با آنها تعامل دارند. این پلتفرم‌های مشتری از طریق یک برنامه کاربردی (میان‌افزار)، مرورگر وب یا یک جلسه مجازی با فضای ذخیره‌سازی ابری تعامل می‌کنند. به‌ویژه جلسات مجازی نیازمند چارچوب‌بندی الگوریتم‌های رمزگذاری ایمن هستند که کل رابط را پوشش می‌دهد.

#### کلاینت‌های صفر
کلاینت صفر یا فوق‌سبک شبکه را برای جمع‌آوری فایل‌های پیکربندی موردنیاز راه‌اندازی می‌کند که سپس به آن اطلاع می‌دهند که فایل‌های دودویی سیستم‌عامل کجا ذخیره شده‌اند. کل دستگاه کلاینت صفر از طریق شبکه اجرا می‌شود. این موضوع یک نقطه ضعف اصلی ایجاد می‌کند، به این معنا که اگر شبکه قطع شود، دستگاه عملاً بلااستفاده می‌شود.

## ذخیره‌سازی
یک فضای ذخیره‌سازی شبکه‌ای آنلاین که داده‌ها در آن ذخیره شده و برای چندین کلاینت قابل دسترسی است. ذخیره‌سازی ابری معمولاً در پیکربندی‌های زیر به کار گرفته می‌شود:  ابر عمومی، ابر خصوصی، ابر جامعه، یا ترکیبی از این سه که به‌عنوان ابر هیبریدی شناخته می‌شود.
برای اینکه ذخیره‌سازی ابری کارآمد باشد، باید چابک، انعطاف‌پذیر، مقیاس‌پذیر، چندمستاجری و ایمن باشد. 

## تحویل

#### نرم‌افزار به‌عنوان سرویس (SaaS)
مدل خدمات نرم‌افزار به‌عنوان سرویس (SaaS) شامل نصب و نگهداری نرم‌افزار توسط ارائه‌دهنده خدمات ابری در فضای ابری است و کاربران از طریق اینترنت (یا اینترانت) نرم‌افزار را اجرا می‌کنند. ماشین‌های کلاینت کاربران نیازی به نصب هیچ نرم‌افزار خاصی ندارند، زیرا برنامه‌های ابری در فضای ابری اجرا می‌شوند. نرم‌افزار به‌عنوان سرویس مقیاس‌پذیر است و مدیران سیستم می‌توانند برنامه‌ها را روی چندین سرور بارگذاری کنند. در گذشته، هر مشتری نسخه مخصوص به خود از نرم‌افزار را خریداری و روی سرورهای خود نصب می‌کرد، اما با SaaS، مشتری می‌تواند بدون نیاز به نصب نرم‌افزار به برنامه دسترسی داشته باشد. SaaS معمولاً شامل هزینه‌های ماهانه یا سالانه است. 
نرم‌افزار به‌عنوان سرویس معادل نرم‌افزارهای نصب‌شده در روش سنتی (غیر رایانش ابری) تحویل نرم‌افزارها را فراهم می‌کند. 
نرم‌افزار به‌عنوان سرویس چهار رویکرد رایج دارد:
- تک‌نمونه‌ای (Single Instance)
- چندنمونه‌ای (Multi-Instance)
- چندمستاجری (Multi-Tenant)
- انعطاف‌پذیری مستأجر (Flex Tenancy)

از میان این موارد، انعطاف‌پذیری مستأجر (Flex Tenancy) به‌عنوان سازگارترین پارادایم نرم‌افزار به‌عنوان سرویس با کاربران در مدل‌های چندورودی چهارجهته شناخته می‌شود. چنین سیستم‌هایی بر اساس روش‌های رمزگذاری ساده‌شده‌ای طراحی شده‌اند که توالی‌های داده فهرست‌شده را طی چندین مرحله هدف قرار می‌دهند. سادگی این مفهوم انعطاف‌پذیری مستأجر نرم‌افزار به‌عنوان سرویس (Flex Tenancy SaaS) را در میان افرادی که تجربه پردازش اطلاعات ندارند، مانند کارکنان تعمیر و نگهداری و نظافت در کسب‌وکارهای زنجیره‌ای، محبوب کرده است.

#### توسعه به‌عنوان سرویس (DaaS)
توسعه به‌عنوان سرویس، مجموعه‌ای از ابزارهای مشترک مبتنی بر وب است که توسط جامعه کاربران به اشتراک گذاشته می‌شود. این معادل ابزارهای توسعه نصب‌شده به‌صورت محلی در روش سنتی (غیر رایانش ابری) تحویل ابزارهای توسعه است.

#### داده به‌عنوان سرویس (DaaS)
داده به‌عنوان سرویس یک ساختار طراحی مبتنی بر وب است که در آن داده‌های ابری از طریق یک لایه API تعریف‌شده قابل دسترسی هستند. خدمات DaaS اغلب به‌عنوان زیرمجموعه‌ای تخصصی از خدمات نرم‌افزار به‌عنوان سرویس (SaaS) در نظر گرفته می‌شوند.

#### پلتفرم به‌عنوان سرویس (PaaS)
پلتفرم به‌عنوان سرویس یک خدمت رایانش ابری است که پلتفرم‌های کاربردی و پایگاه‌های داده را به‌عنوان خدمات در اختیار کاربران قرار می‌دهد. این معادل میان‌افزار در روش سنتی (غیر رایانش ابری) تحویل پلتفرم‌های کاربردی و پایگاه‌های داده است.

#### زیرساخت به‌عنوان سرویس (IaaS)
زیرساخت به‌عنوان سرویس شامل مجازی‌سازی کامل سخت‌افزار فیزیکی است (مانند تمامی سرورها، شبکه‌ها، ذخیره‌سازی و مدیریت سیستم که به‌طور کامل در فضای ابری وجود دارند). این معادل زیرساخت و سخت‌افزار در روش سنتی (غیر رایانش ابری) است که در فضای ابری اجرا می‌شود. به عبارت دیگر، کسب‌وکارها با پرداخت هزینه (ماهانه یا سالانه) می‌توانند سرورها، شبکه‌ها و ذخیره‌سازی مجازی را از فضای ابری اجرا کنند. این رویکرد نیاز به مرکز داده، سیستم‌های گرمایش، سرمایش و نگهداری سخت‌افزار در سطح محلی را از بین می‌برد.

## شبکه
به‌طور کلی، لایه شبکه ابری باید ویژگی‌های زیر را ارائه دهد:
- عرض باند بالا و تأخیر کم: این ویژگی به کاربران اجازه می‌دهد تا بدون وقفه به داده‌ها و برنامه‌های خود دسترسی داشته باشند.[۱۳]
- شبکه چابک (Agile network): دسترسی به منابع بر اساس تقاضا نیاز به توانایی انتقال سریع و مؤثر بین سرورها و احتمالاً حتی بین ابرها دارد.
- امنیت شبکه امنیت همیشه مهم است، اما زمانی که با چندمستاجری سروکار دارید، اهمیت آن به‌طور چشمگیری بیشتر می‌شود، زیرا باید مشتریان مختلف را از هم جدا کنید.[۱۴]